# Mount Vernon (finca)

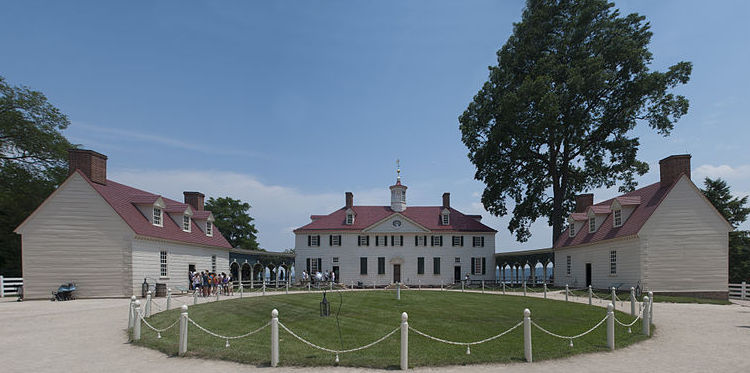
En estil palladiano clàssic, al costat occidental, la casa principal està flanquejada per ales secundàries d'un sol pis, creant un pati d'honor.

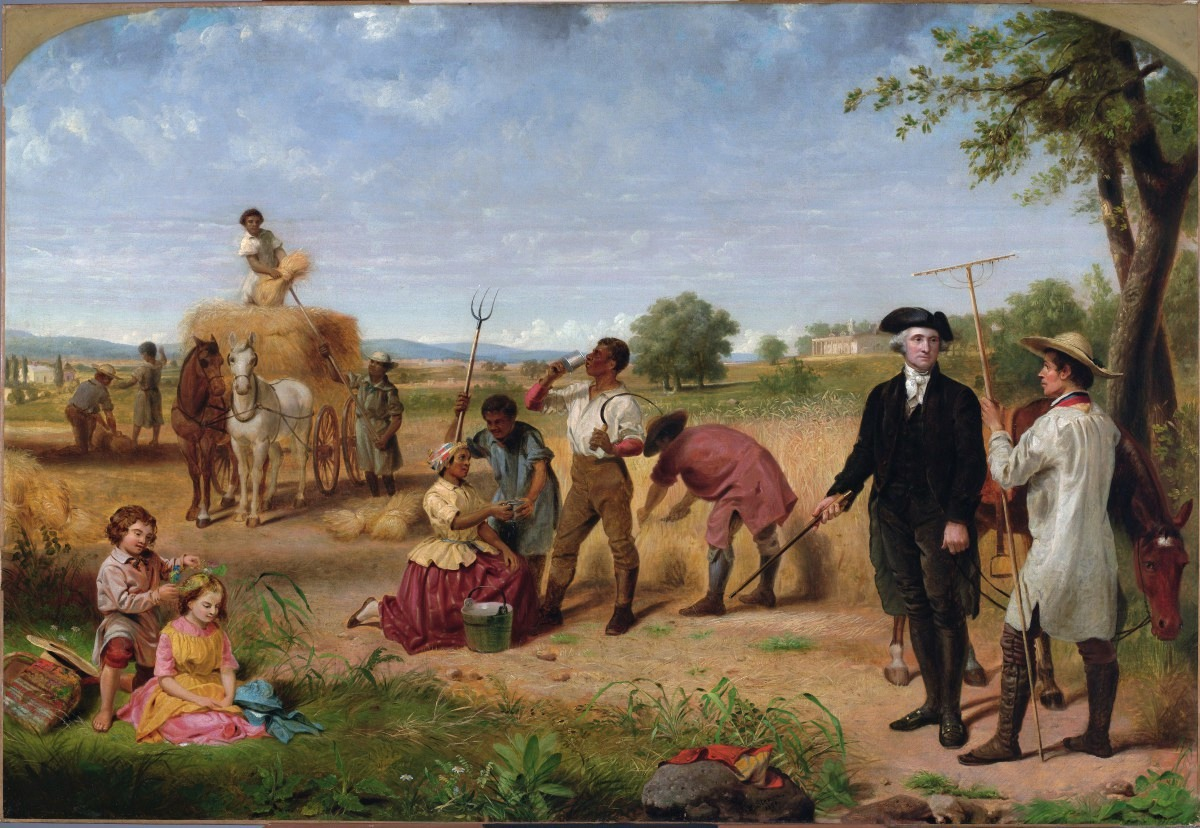
Washington en la plantació, amb Mount Vernon al fons.

Mount Vernon és una finca on van viure George Washington, el primer president dels Estats Units, i la seva dona, Martha Washington. La finca està situada a la vora del riu Potomac al comtat de Fairfax a Virgínia, Estats Units d'Amèrica, a prop d'Alexandria, al davant del comtat de Prince George, Maryland.
La casa original va ser construïda pel pare de George Washington, Augustine, al voltant de 1734. George Washington va ampliar la casa dues vegades, una a finals de la dècada de 1750 i una altra vegada en la de 1770. Va romandre sent la llar de Washington fins a la seva mort en 1799, i allí és on es troba la seva tomba. Avui dia el lloc pertany al Registre Nacional de Llocs Històrics dels Estats Units.
Quan els avantpassats de George Washington van adquirir la finca, era coneguda com plantació de Little Hunting Creek, pel proper riu Little Hunting Creek. [2] Quan el seu germà major Lawrence Washington va heretar la finca, va canviar el nom a Mount Vernon en honor del vicealmirall Edward Vernon.

## Nom
Quan els avantpassats de George Washington van adquirir la finca, era coneguda com a plantació de Little Hunting Creek, pel proper riu Little Hunting Creek. Quan el seu mig germà gran Lawrence Washington va heretar la finca, va canviar el nom a Mount Vernon en honor del vicealmirall Edward Vernon, famós per l'estrepitosa derrota d'una flota britànica de 186 naus i gairebé 27.000 homes a les mans d'una guarnició espanyola composta per uns 3.500 homes i sis navilis de línia en el lloc de Cartagena d'Índies el 1741, durant la Guerra del Seient, i per la captura de Portobelo, província de Colón, Panamà, a qui malgrat els seus fracassos, admirava molt. Vernon va ser l'oficial comandant de Lawrence en la Marina Reial britànica i quan George Washington va heretar la propietat en va conservar el nom.